# Parijs-Tours 1947
Parijs-Tours 1947 ofwel, de 41ste editie  werd verreden op zondag 4 mei 1947. De wedstrijd had een lengte van 251 kilometer, startte in Parijs en eindigde in Tours.
De Belg Briek Schotte won de sprint.
Roger De Corte, Maurice De Muer, Maurice Desimpelaere, Robert Dorgebray, Albert Dubuisson, Édouard Fachleitner, Maurice Kallert, Lucien Lauk, Pierre Tacca, Lucien Vlaemynck werden met zijn tienen als zesde geclassificeerd.

## Uitslag
| Plaats  | Naam            | Ploeg               | Tijd     |
| ------- | --------------- | ------------------- | -------- |
| Winnaar | Briek Schotte   | Alcyon-Dunlop       | 7u02'06" |
| 2       | Émile Idée      | Alcyon-Dunlop       | z.t.     |
| 3       | Albert Sercu    | Bertin-Wolber       | z.t.     |
| 4       | Henri Massal    | France Sport-Dunlop | z.t.     |
| 5       | Antonin Rolland | Rhonson-Dunlop      | z.t.     |

1896 · 
1897 · 
1898 · 
1899 · 
1900 · 
1901 · 
1902 · 
1903 · 
1904 · 
1905 · 
1906 · 
1907 · 
1908 · 
1909 · 
1910 · 
1911 · 
1912 · 
1913 · 
1914 · 
1915 · 
1916 · 
1917 · 
1918 · 
1919 · 
1920 · 
1921 · 
1922 · 
1923 · 
1924 · 
1925 · 
1926 · 
1927 · 
1928 · 
1929 · 
1930 · 
1931 · 
1932 · 
1933 · 
1934 · 
1935 · 
1936 · 
1937 · 
1938 · 
1939 · 
1940 · 
1941 · 
1942 · 
1943 · 
1944 · 
1945 · 
1946 · 
1947 · 
1948 · 
1949 · 
1950 · 
1951 · 
1952 · 
1953 · 
1954 · 
1955 · 
1956 · 
1957 · 
1958 · 
1959 · 
1960 · 
1961 · 
1962 · 
1963 · 
1964 · 
1965 · 
1966 · 
1967 · 
1968 · 
1969 · 
1970 · 
1971 · 
1972 · 
1973 · 
1974 · 
1975 · 
1976 · 
1977 · 
1978 · 
1979 · 
1980 · 
1981 · 
1982 · 
1983 · 
1984 · 
1985 · 
1986 · 
1987 · 
1988 · 
1989 · 
1990 · 
1991 · 
1992 · 
1993 · 
1994 · 
1995 · 
1996 · 
1997 · 
1998 · 
1999 · 
2000 · 
2001 · 
2002 · 
2003 · 
2004 · 
2005 · 
2006 · 
2007 · 
2008 · 
2009 · 
2010 · 
2011 · 
2012 · 
2013 · 
2014 · 
2015 · 
2016 · 
2017 · 
2018 · 
2019 ·
2020 ·
2021 ·
2022 ·
2023 ·
2024 ·
2025